# Ngạo mạn

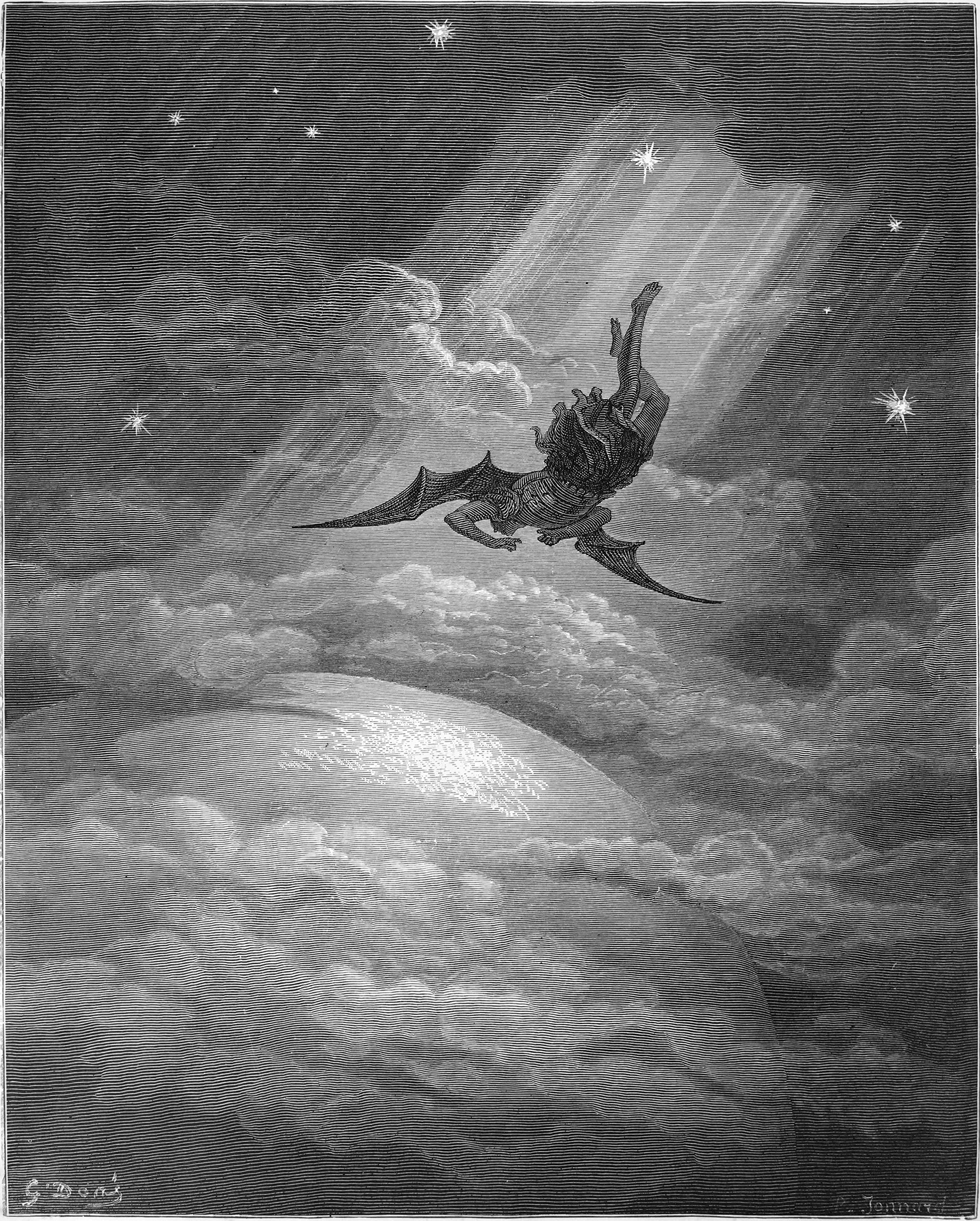
Minh họa cho Thiên đường của John Milton bị mất bởi Gustave Doré (1866). Hậu duệ tinh thần của Lucifer thành Satan là một trong những ví dụ nổi tiếng nhất về sự kiêu ngạo.

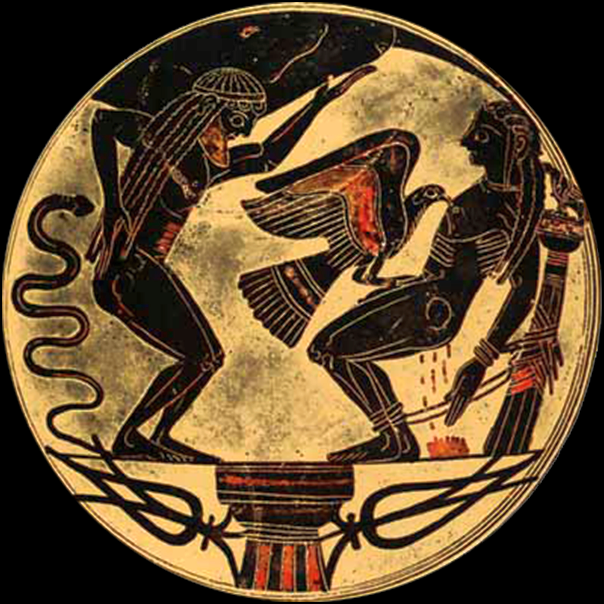
Đồ gốm hình đen (năm 550 trước Công nguyên) mô tả Prometheus đang thụ án, bị buộc vào cột.

Ngạo mạn (từ Hy Lạp cổ đại ὕβρις) mô tả phẩm chất cá tính của niềm kiêu hãnh đến mức cực đoan hoặc ngu ngốc, hoặc sự tự tin thái quá nguy hiểm, thường kết hợp với (hoặc đồng nghĩa với) sự kiêu ngạo. Trong bối cảnh Hy Lạp cổ đại của nó, nó thường mô tả hành vi bất chấp các chuẩn mực hành vi hoặc thách thức các vị thần, từ đó, khiến thủ phạm của sự ngạo mạn thất bại.
Sự kiêu ngạo, là thái độ nhất định được yêu cầu được cho là quyền được  áp đặt cho người khác. Giả vờ và các thuật ngữ khác có thể được liên kết, mặc dù chúng không đồng nghĩa. Theo các nghiên cứu, có sự liên quan giữa ngạo mạn với nhu cầu chiến thắng (ngay cả khi điều đó không có nghĩa là chiến thắng) thay vì hòa giải được thực hiện bởi các nhóm "thân thiện".
Ngạo mạn thường được coi là một đặc điểm của một cá nhân chứ không phải là một nhóm, mặc dù nhóm mà người phạm tội thuộc về có thể phải chịu hậu quả tài sản thế chấp từ hành động sai trái. Ngạo mạn thường ám chỉ sự xa rời với thực tế và đánh giá quá cao năng lực, thành tích hoặc khả năng của chính mình.